# Oxyjulis californica

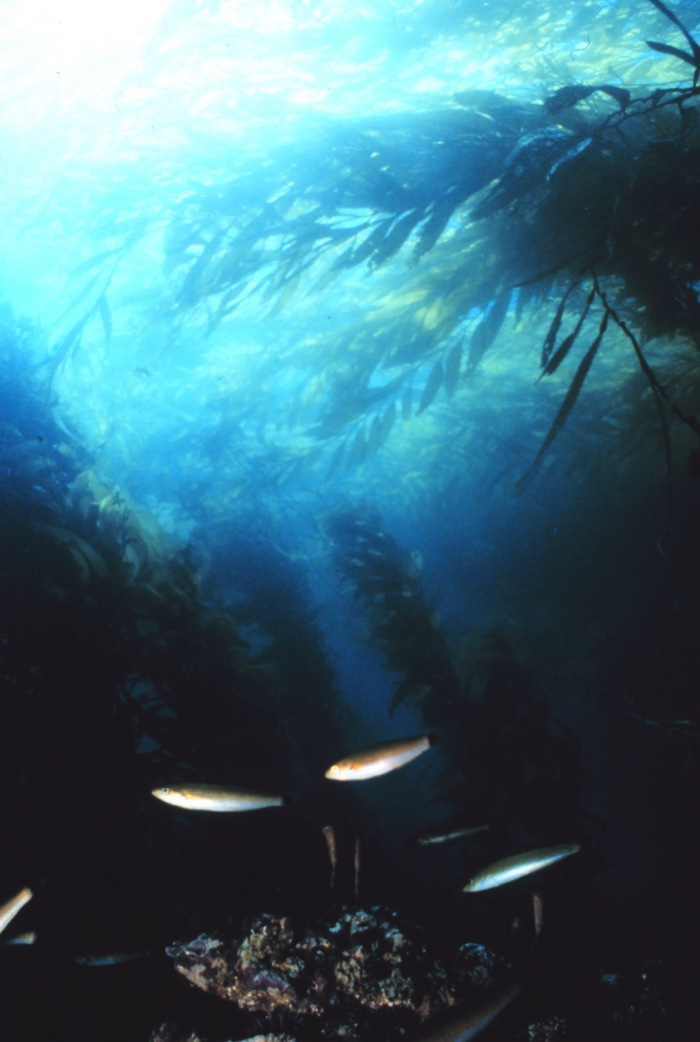

Oxyjulis californica – gatunek ryby z rodziny wargaczowatych, jedyny przedstawiciel rodzaju Oxyjulis. Bywa hodowana w akwariach morskich.

## Występowanie
Wschodni Ocean Spokojny

## Charakterystyka
Dorasta do 25 cm długości.